# ساسیان
ساسیان یا بنی‌ساسان به طبقه‌ای از گدایان گفته می‌شد که به شیوه‌های گوناگون از جمله شیادی، تردستی، و حتی دزدی به جمع مال و امرار معاش می‌پرداختند. آنان به نام خود فخر می‌کردند. نام این افراد از قرن‌های دوم و سوم هجری مشهور شد و به‌ویژه از قرن چهارم به بعد به کتاب‌های ادبی و داستانی وارد شد. 
بنی‌ساسان در ادب فارسی و عربی، نامی عام برای گدایان بوده است، در یک بیت از امرءالقیس و همچنین در یک فقره از مقامات حریری این معنی به‌کار رفته است. گفته شده که ساسان نام گدایی بوده است که در اخاذی انواع حیله‌ها را به‌کار می‌برده‌است. محمد عوفی در کتاب جوامع‌الحکایات، روایتی مبنی بر توجیه تاریخی بودن این عنوان نقل کرده است. احوال و آداب و لغات بنی‌ساسان در عصر آل‌بویه مورد توجه اهل ادب قرار گرفت.  ابودلف خرزجی و صاحب بن عباد مخصوصا به این امر علاقه خاص نشان داده‌اند.

## ویژگی‌ها
جمله اطلاعاتی که از این گروه در دست است از کتابهای تاریخی و متون ادب عربی نظیر نوشته‌های جاحظ به‌ویژه کتاب البخلاء، المحاسن والمساوی ابراهیم بن محمد بیهقی، محاضرات الادباء راغب اصفهانی، مقامات بدیع‌الزمان همدانی و مقامات حریری و خیال الظل ابن دانیال به دست آمده است. 
در کتاب یتیمةالدهر ثعالبی پاره‌ای از ویژگی‌های شخصیتی و کاری این دسته ذکر شده است: 
دو همراه و دوست از این ساسیان یکی در یک سر بازار می‌ایستاد و ابوبکر را مدح می‌کرد و از دوست‌دارانش پول می‌گرفت و دیگری در طرف دیگر بازار می‌ایستاد و علی را مدح می‌کرد و از شیعیان پول می‌گرفت تا درهمی از پول‌های ناصبی و شیعی از دستشان درنرود. بعد پول‌های حاصل‌شده را با هم قسمت می‌کردند. 
از جمله افراد که خود را منتسب به این گروه می‌دانستند، یکی ابودُلَف خزرجی بود که قصیده‌ای معروف به «قصیده ساسانیه» دارد و دیگری احنف عکبری قصیده‌ای با قافیه «د» در مدح و توصیف طایفه بنی‌ساسان سروده و از انتساب خود به ایشان با غرور یادمی‌کند:
| علی انی بحمدالله فی بیت من المجد |  | یا خوانی بنی‌ساسان اهل الجد و الحد |

| لهم ارض خراسان فقاشان الی الهند |  | الی الروم الی الزنج الی البلغار و السند |

معنی شعر: شکر خدای را که من از خاندان بزرگوار و از برادران بنی‌ساسانم که همگی‌شان مردمانی کوشا و جدی هستند و سرزمینهای خراسان و کاشان تا هند و روم و زنگبار و بلغار و سند، تیول آنهاست. 
ابودلف هم در قصیده ساسانیه به شرح تلخ‌کامی‌های خود و برادرانش بنی‌ساسان پرداخته و از سختی‌هایی که در سفرها و سرگردانیها متحمل شده‌اند سخن گفته  و پس از آن به توصیف گدایان و  روش‌های مکارانه آنها برای به‌دست‌آوردن پول پرداخته است. تمام این شعرها پر از اصطلاحات رمزی و کلمات مخصوص که میان گدایان رواج داشته است.از این رو وی شرحی نیز بر شعر خود نوشته است. 
بر طبق گزارش کلیفورد ادموند باسورث ساسیان در سرقت منازل ابایی از به قتل رساندن افراد یا کشته شدن در راه مقصودشان نداشتند. آنها بعد از سوراخ کردن دیوار خانه ابتدا لباسی را به چوب یا نیزه وصل می کردند و از سوراخ عبور می دادند تا اگر صاحبخانه یا نگهبانی در آنطرف دیوار با شمشیر یا خنجری آخته در کمین آنها باشد به گمان اینکه سر دزد از سوراخ رد شده است به نیزه ضربه بزند. ساسیان بعد از اینکه با این روش مطمئن میشدند کسی در آنسوی دیوار در کمین آنها نیست یک شمع را بر پشت لاک پشتی میگذاشتند و از سوراخ عبور میدادند تا با استفاده از حرکت این روشنایی متحرک، زوایا و لوازم خانه را به خوبی بررسی کنند.

## خاستگاه و نام
برطبق گفته بازورث، آنان خود را از تبار شیخ ساسان می‌دانستند، اما در منابع مختلف از ابن مقفع به بعد نام آنان با ساسان پسر بهمن اسفندیار پیوند خورده‌است. 
در لغت‌نامه دهخدا ذیل مدخل ساسی چنین آمده‌است: گدا و گدایی‌کننده، دریوزه‌گر و سپس سه بیت از سنایی و یک متن از تاریخ بیهق به‌عنوان شاهد آورده شده‌است. 
بیت از سنایی:
| خاک پاشان دیگرند و بادپیمایان دگر |  | کی توان مر ساسیان را تخم ساسان داشتن |

پس مردمان زبان به عیب این ساسان [ ساسان بن بهمن ] نشر کردن و دنائت همت او را شرح دادن دراز کردند... والی یومنا هذا هر فرومایه را که عیب و سرزنش کنند ساسی خوانند، و گدایان را ساسی و ساسانی گویند . (تاریخ بیهق ص ۴۲).

## زبان رمزی
برای نخستین بار، ظاهراً بدیع‌الزمان همدانی بوده که در کتاب مقامات خود به جمع‌آوری واژه‌ها و اصطلاحات رمزی گدایان پرداخته است.

## کتاب ساسیان
کتاب ساسیان باکمال، فرهنگ لغتی است که نویسنده آن ناشناس است و در حاشیه پنج صفحه از دست‌نویسی مربوط به قرن ۱۴ م/ ۷ ق که در تاشکند یافت شده، نوشته شده است.
این کتاب حاوی شکل‌های مخفی از روش‌های ارتباطی است که بین ساسیان رواج داشته ولی برای دیگران مفهومی نداشته است.
کتاب را می‌توان به چهار بخش تقسیم کرد: 
۱ - بخش اول، همانطور که از عنوان کتاب برمی‌آید، فهرستی است از مدخلهای فارسی از کلماتی در نه بخش موضوعی مختصر که ساسیان از آنها استفاده می‌کرده‌اند.
۲- بخش دوم که تاکنون مورد تفحص دقیق و کافی قرار نگرفته است، شامل فهرست اصطلاحات استعاری به عربی و فارسی است که توسط غالیان علی استفاده می‌شده است.
۳- بخش سوم نوعی ارتباطات شفاهی به‌واسطه رمزگذاری‌های پیچیده الفبایی-عددی به ابجد است که همراه با مثال‌های تصویری آورده شده است.
۴- بخش چهارم حاوی اشعاری از واژه‌های رمزی بخش اول است. ( چنین اشعاری در پایان بخش اول نیز دیده می‌شود.)